# Aleijadinho

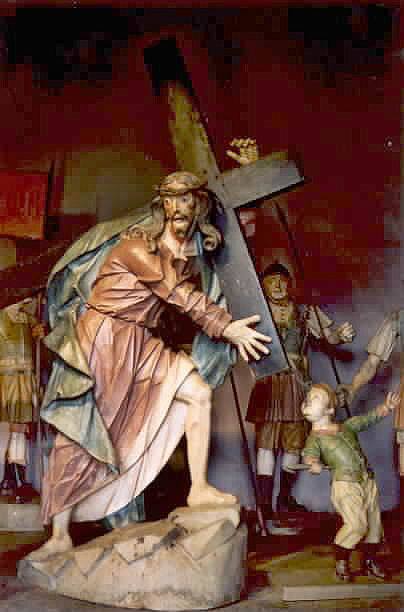
Crist amb la creu, Congonhas.

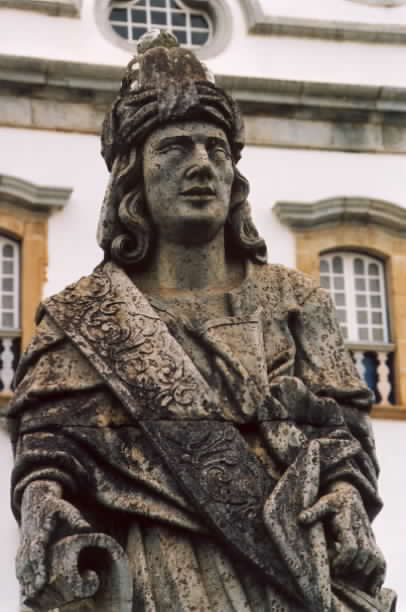
Estàtua del profeta Baruch realitzada per Aleijadinho, a Congonhas do Campo, Minas Gerais.

Antônio Francisco Lisboa, conegut com l'Aleijadinho (del portuguès el "Lisiadet"), (Vila Rica, 29 d'agost de 1730 o 1738 - id., 18 de novembre de 1814) va ser un escultor, imatger i arquitecte brasiler.
És considerat el major representant de l'estil barroc a Minas Gerais (el barroc mineiro) i de les arts plàstiques a Brasil. Per a diversos investigadors, Aleijadinho és la figura més important del Barroc llatinoamericà.

## Biografia
Gairebé totes les dades biogràfiques d'Aleijadinho es basen en una biografia escrita l'any 1858 (44 anys després de la seva mort) pel lletrat Rodrigo José Ferreira Bretas, qui va al·legar tenir com a fonament alguns documents, i sobretot el testimoniatge de veïns d'Ouro Preto, que el van conèixer personalment. Malgrat això, la crítica actual destaca que no existeixen registres oficials que avalin les declaracions de l'autor, i que els testimoniatges tampoc van ser degudament contrastats per Bretas, sent impossible distingir realitats de rumors o llegendes.
Encara que no existeixen registres oficials, la biografia de Bretas sosté que Aleijadinho va néixer a Vila Rica (avui Ouro Preto), a Minas Gerais, fill del mestre d'obres portuguès, Manuel Francisco da Costa Lisboa i d'una esclava africana, suposadament el 1730, tot i que el seu certificat de mort indica que va néixer l'any 1738. El seu pare li hauria ensenyat l'ofici de fusteria i després Aleijadinho va aprendre de manera empírica les tècniques del dibuix i l'escultura.
Va realitzar la seva obra escultòrica en diferents materials, des de les imatges en fusta fins a l'ús de l'esteatita, matèria primera de construcció típicament brasilera, empleada en les edificacions d'esglésies. La majoria dels seus treballs són representatius del Brasil colonial, amb característiques de rococó i dels estils clàssic i gòtic, basat en models arribats de Portugal, però amb un estil propi. Fins ara s'han descobert 12 rebuts de pagament per treballs del mestre d'obres Antonio Francisco Lisboa, la qual cosa acredita la seva existència i el seu radi d'acció, reduït a Ouro Preto i localitats properes. Quant a dades biogràfiques contemporànies, el primer esment a Antonio Francisco Lisboa apareix en un memoràndum de 1790 redactat pel capità Antonio José da Silva, on ja és elogiat com a artista brillant d'Ouro Preto i s'esmenta la seva condició de malalt.
La biografia de Bretas sosté que amb aproximadament quaranta anys, Aleijadinho va començar a desenvolupar una malaltia degenerativa dels membres (encara s'ignora si tal malaltia era porfíria, lepra, escorbut, goll, reumatisme o sífilis, car no hi ha documents per provar cap hipòtesi). Així, els moviments i habilitats de les seves mans es van anar reduint de forma gradual. Per poder treballar, un ajudant li lligava les eines als seus propis braços i mans. D'aquesta anomalia al seu cos va venir el sobrenom, o Aleijadinho. Va morir a casa de la seva nora, sense deixar fortuna, el 1814.
Posteriorment s'ha considerat a Aleijadihno com un iniciat en la maçoneria. Els símbols que col·locava en els pòrtics de les esglésies i els altars, demostren, pels qui pertanyen a la mateixa orde, que estan davant de l'obra d'un maçó d'alt grau.

## Representació en la cultura
Aleijadinho va ser retratat com a personatge al cinema i la televisió, sent interpretat per Geraldo Del Rey a la pel·lícula "Cristo de Lama" (1966), per Maurício Gonçalves al film "Aleijadinho - Paixão, Glória e Suplício" (2003) i per Stênio García en un especial de la TV Globo. Per la seva banda, el director de cinema brasiler, Joaquim Pedro de Andrade, li va dedicar un documental (O Aleijadinho, Brasil, 1978).